# B'z The Best "Treasure"
《B'z The Best "Treasure"》，是日本樂團B'z出道10週年的精選輯。

## 簡介
- 因封面為銀色，所以通稱為銀盤。
- 發售日1998年9月20日剛好是B'z發行出道單曲、專輯10周年的日子
- 《B'z The Best "Treasure"》初動約250萬張，為當時初動量第二高，現在為日本音樂史上初動量第四高的專輯，全球音樂史上首週銷量第六高的作品。
- 發售日當天為星期日，所以對統計銷售較為不利，但依然擁有驚人的銷售量，發售隔週及賣出超過100萬張。
- 發行的第二週，週銷量超過100萬張，是繼globe首張專輯globe以來，第二張達成此紀錄的唱片。
- 與B'z5月發行的另一張精選輯《B'z The Best "Pleasure"》合計賣出超過1000萬張。
- 發售至今已賣出超過400萬張，日本歷代專輯銷售第5、日本歷代精選輯銷售第3、日本歷代專輯初動第4。
- 14首歌曲裡，有5首歌單曲銷售破百萬，榮獲1998年公信榜第2名。
- 最終銷量約443.8萬張，為日本最暢銷專輯第5名。

## 收錄曲
1. BLOWIN'　(3:55) ※○
2. 恋心 (KOI-GOKORO)　(3:49)
3. TIME　(4:57)
4. Liar! Liar!　(3:23) ※
5. ねがい　(3:29) ※○
6. 愛しい人よGood Night...　(6:15) ※
7. Pleasure'98 〜人生の快楽〜　(4:44)
8. ミエナイチカラ 〜INVISIBLE ONE〜　(4:41) ※○
9. もう一度キスしたかった　(4:39)
10. FIREBALL　(4:14) ※
11. Real Thing Shakes　(4:14) ※○
12. MOTEL　(4:23) ※○
13. いつかのメリークリスマス　(5:38)
14. RUN -1998 style-　(5:49)

- ※：Oricon1位獲得單曲
- ○：突破百萬單曲

## 製作人員
- 松本孝弘：吉他・貝斯（#10）・全曲作曲・編曲
- 稲葉浩志：主唱・全曲作詞・編曲（#4.5.8.10-12）
- 明石昌夫：マニピュレーター（#1-3.6.12.14）・貝斯（#7.8.12.14）・編曲 （#1-3.6.7.9.12-14）
- 徳永暁人：貝斯（#4）・編曲（#4）
- 中村“キタロー”幸司：貝斯（#5）
- Tony Franklin：貝斯（#11）
- 田中一光：鼓（#2.3.7.14）
- 山木秀夫：鼓（#5.10）
- 青山純：鼓（#6.8.12）
- グレッグ・ビソネット：鼓（#11）
- 小野塚晃：鋼琴（#5.12）・合成器 （#5）
- 増田隆宣：鋼琴（#7）・風琴 （#7.8.12）・電子琴（#14）
- JOSEPH MICHAEL SZEIBERT：電子琴（#11）
- 勝田一樹：薩克斯風 （#2.5）
- 古村敏比古：薩克斯風（#14）
- 澤野博敬：小號（#2）
- 佐佐木史郎：小號（#5）
- 小林太：小號（#5）
- 野村裕幸：長號（#2）
- 中路英明：長號（#5）
- 高原由妃：合聲歌手（#2）
- 生沢佑一：合聲歌手（#5）
- 千葉彩由美：合聲歌手（#5）
- 池田大介：マニピュレーター（#8）・編曲（#8）
- JUNICHI HIIRO Strings：絃樂器 （#12）
- B+U+M（#1-3.12）